# クタ
座標: 南緯8度44分 東経115度10分 / 南緯8.733度 東経115.167度
クタ（Kuta）は、インドネシア、バリ島南部に位置するビーチリゾート。インドネシア共和国バリ州バドゥン県クタ郡クタ村に属する。中心部はおおむね南緯8度43分20秒 東経115度10分20秒 / 南緯8.72222度 東経115.17222度。
西向きの海岸に砂浜が広がる。かつては静かな漁村であったが、1960年代、サーフィンと夕陽の名所としてインドネシア国外からサーファーやヒッピーなどが集まるようになり、北隣のレギャンとともにレギャン通りを中心に観光地化、ホテルやレストラン、バー、ディスコ、土産物店などが並ぶ、バリ島きっての繁華な商業地区となっている。なお、売春街など治安の悪いエリアも存在する。
2010年代に入ると海岸に大量の漂流・漂着ごみが打ち寄せられるようになり、特にモンスーンの時期には深刻な問題となった。2018年、当局は海岸6キロを対象にゴミ緊急事態を宣言。多数の作業員を投入し、大量のゴミ回収を始めている。

## 交通
デンパサール国際空港から車で10〜15分。

## ギャラリー

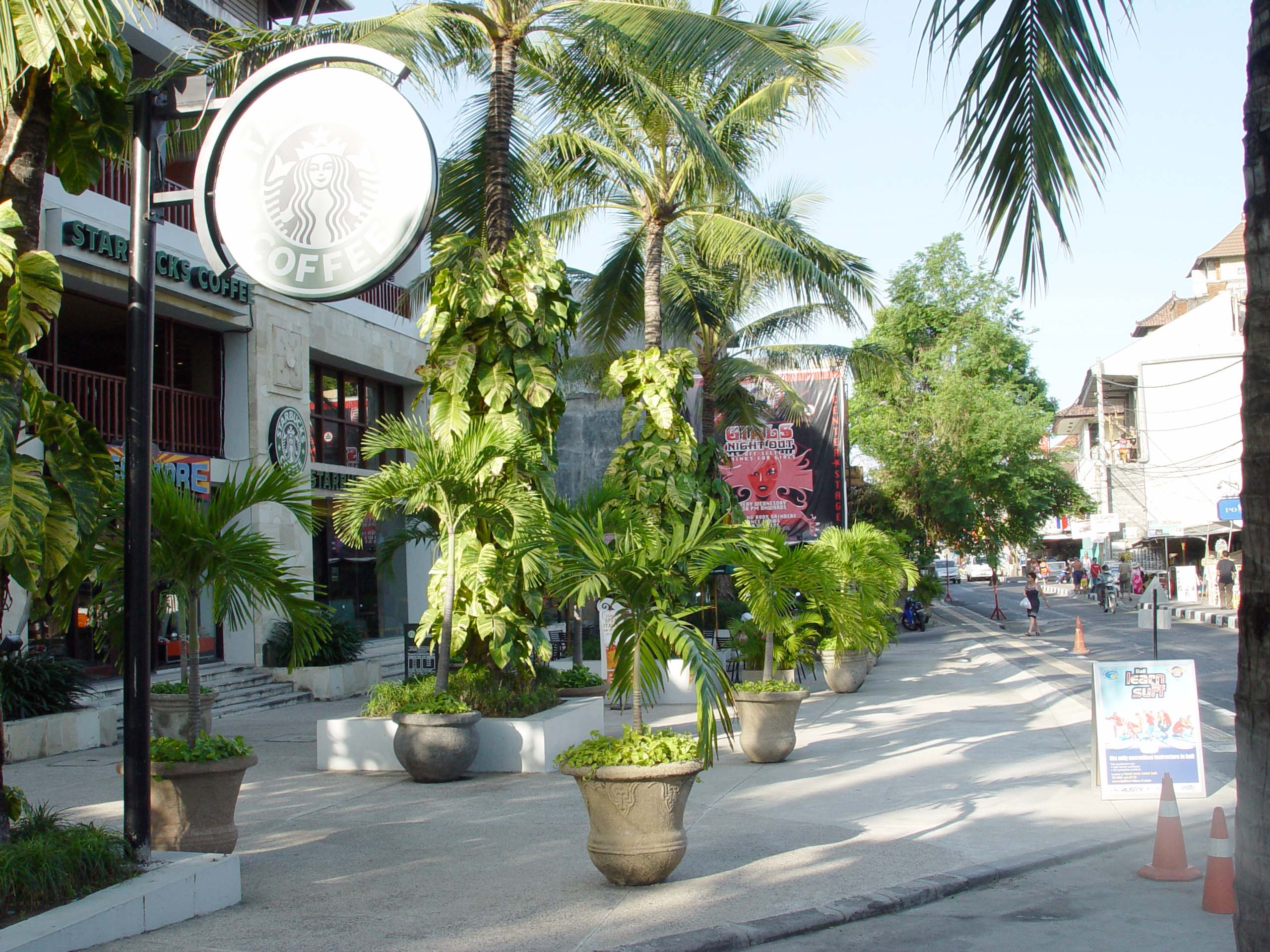
クタ海岸通りの、コーヒーショップ
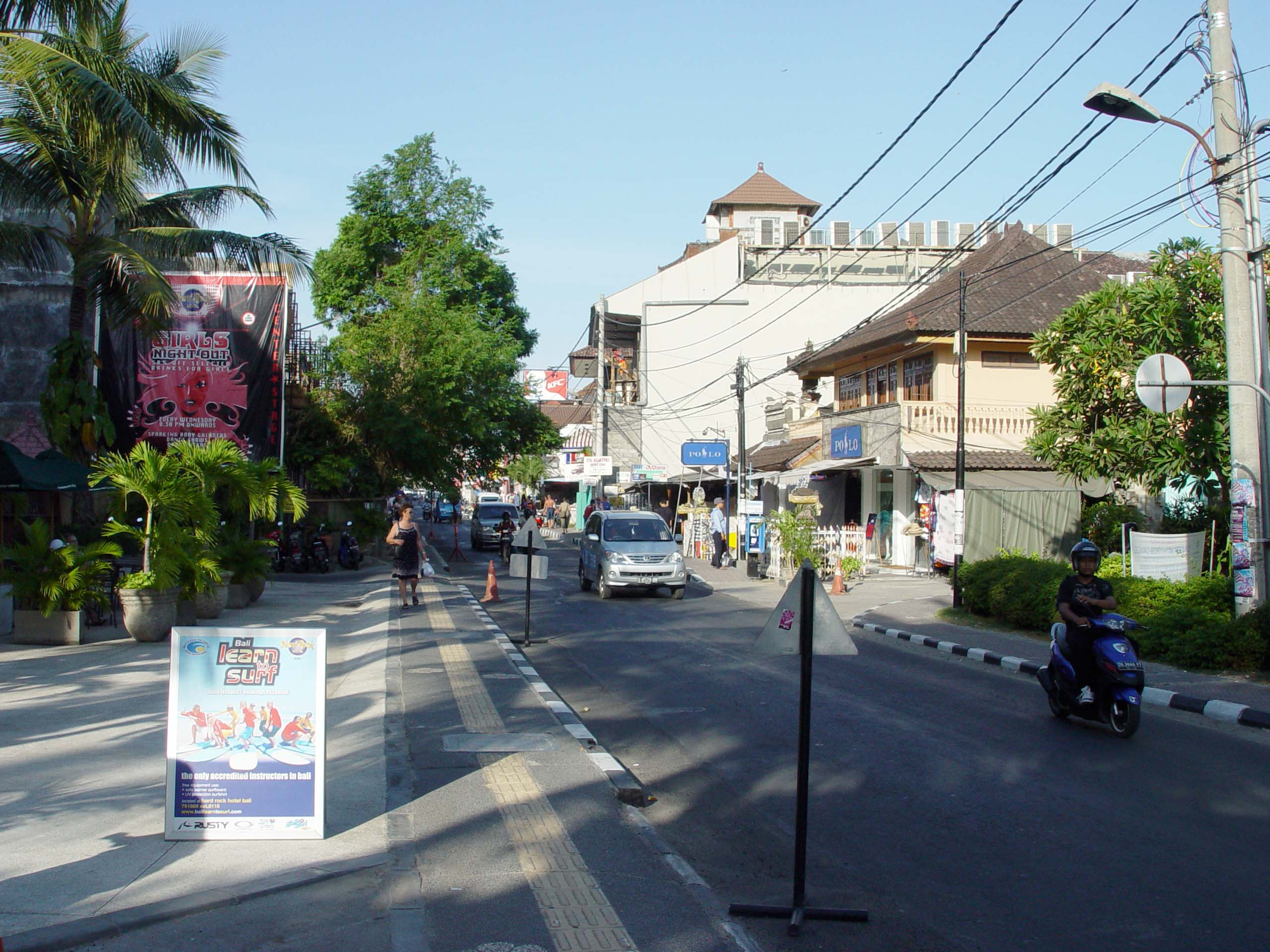
クタ海岸通り
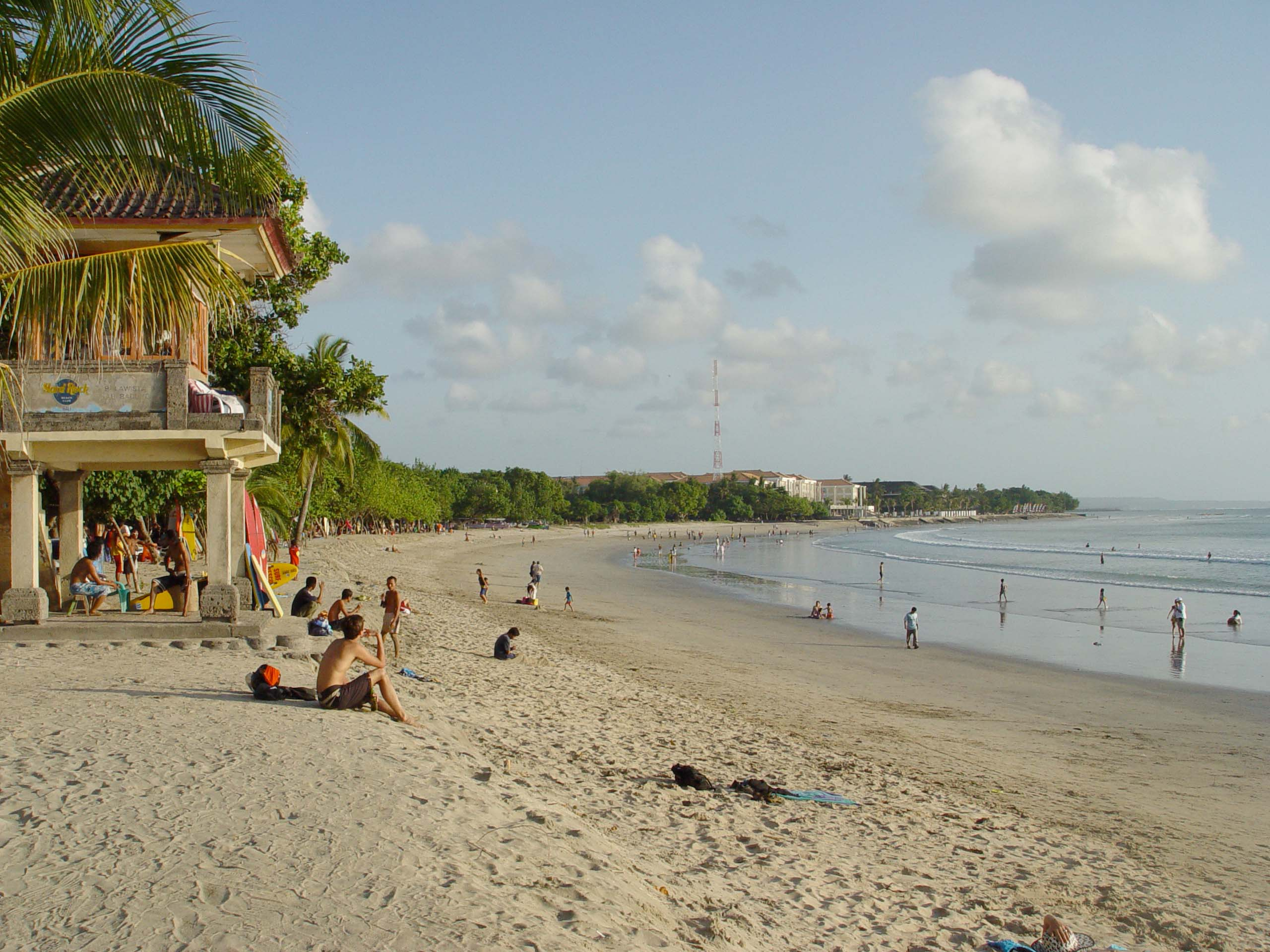
クタ海岸
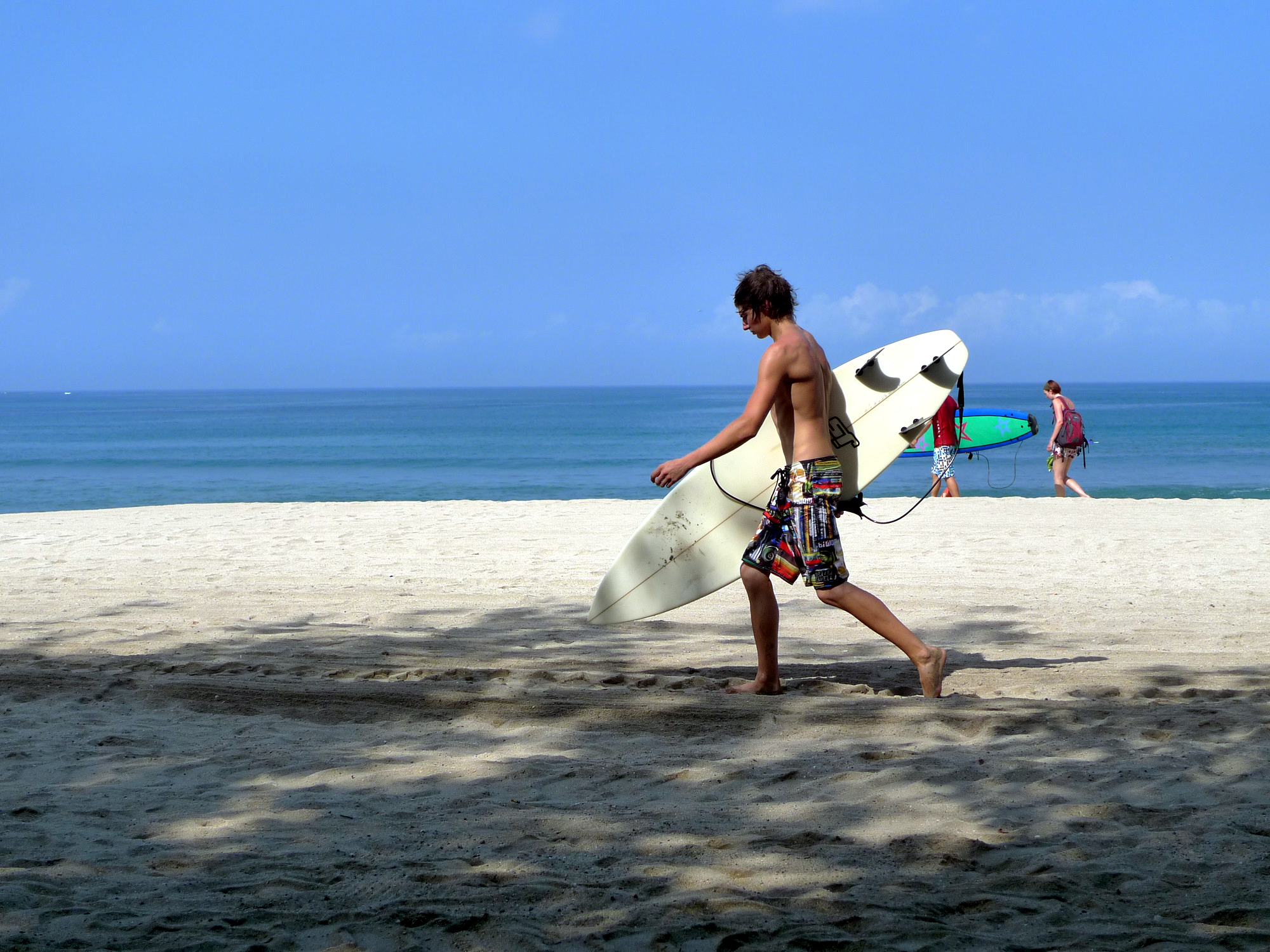
サーフィンをする人
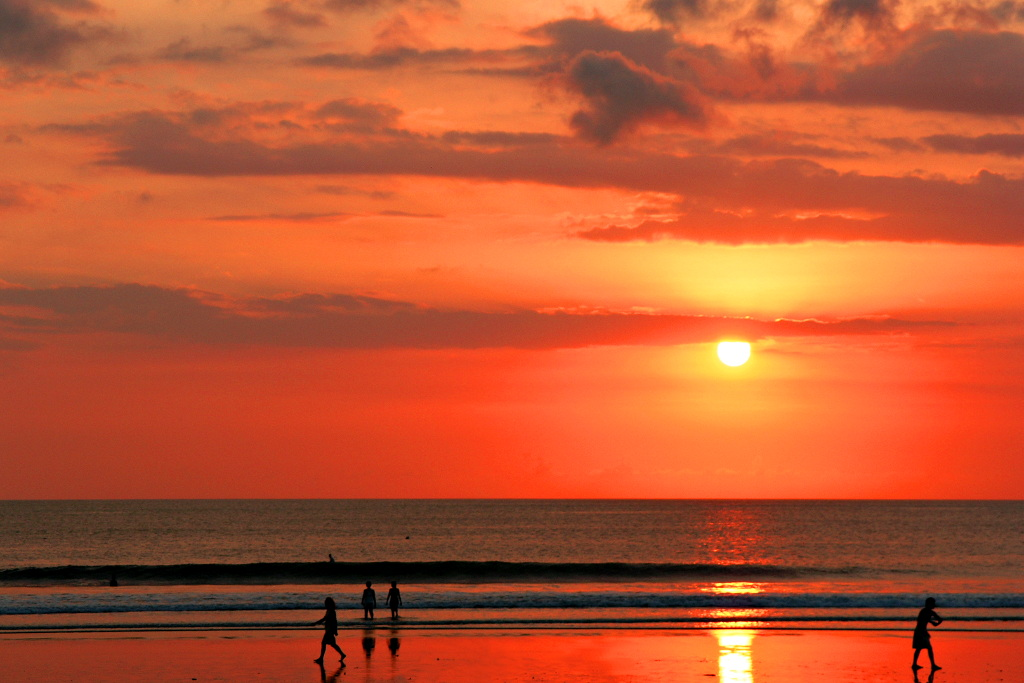
夕日